# Gosha
Gosha (em sânscrito:  घोषा) foi uma antiga filósofa e vidente indiana do período védico. Desde jovem ela sofreu de uma doença de pele que a desfigurou. Ashvini Kumars a curou e restaurou sua juventude, saúde e beleza. Como resultado, ela se casou e teve um filho. Ela era proficiente nos Vedas e até escreveu dois hinos no Rigueveda. Ela foi chamada de mantradrica, que significa bem versada em mantras. Ela também era conhecida como Brahmavadini ou oradora ou proclamadora de Brâmana e levava uma vida espiritual com propósito.

## Biografia
Gosha nasceu durante o período védico na Índia. Seu pai era Kakshivat e seu avô era Dīrghatamas e ambos haviam escrito hinos no Rigveda. Ela sofria de um problema de pele e estava confinada à casa cuidando de seu pai. Segundo um hino, ela sofria de lepra, que a havia desfigurado. Ela foi, portanto, uma celibatária por um longo período. Ela orou fervorosamente a Ashvins, os médicos divinos gêmeos da época, que eram proficientes em rejuvenescimento. Eles lhe ensinaram Madhu Vidhya, um ensinamento védico, uma ciência de aprendizado secreto para restaurar a juventude e adquirir imenso conhecimento, para curá-la de doenças de pele. Por causa de suas orações constantes, Ashvini Kumars curou seu problema de pele e restaurou sua beleza. Ela foi então casada. Ela teve um filho, Suhstya, que também compôs um hino no Rigveda. Gosha compôs dois hinos em louvor aos Ashvini Kumars que estão contidos em dois suktas (hinos) da décima Mandala (livro) de Rigveda, capítulo X hinos 39 e 40, cada uma contendo 14 versos. O primeiro hino elogia o Ashvins. O segundo hino é um desejo pessoal que expressa seus sentimentos íntimos e desejos para a vida de casada. Os dois hinos são:
| “ | Asvins, sua radiante carruagem - para onde vai no seu caminho? Quem o enfeita para vocês, heróis, para seu curso feliz começando ao amanhecer visitando todas as casas todas as manhãs, trazido para cá através da oração até o sacrifício? | ” |

| “ | Onde está você, Asvins, à noite, onde pela manhã? Onde está o seu lugar de parada, onde vocês descansam para a noite? Ó heróis, isso eu imploro. 'Esteja perto de mim de dia, esteja perto de mim durante a noite'. | ” |